# Gelber Muskateller

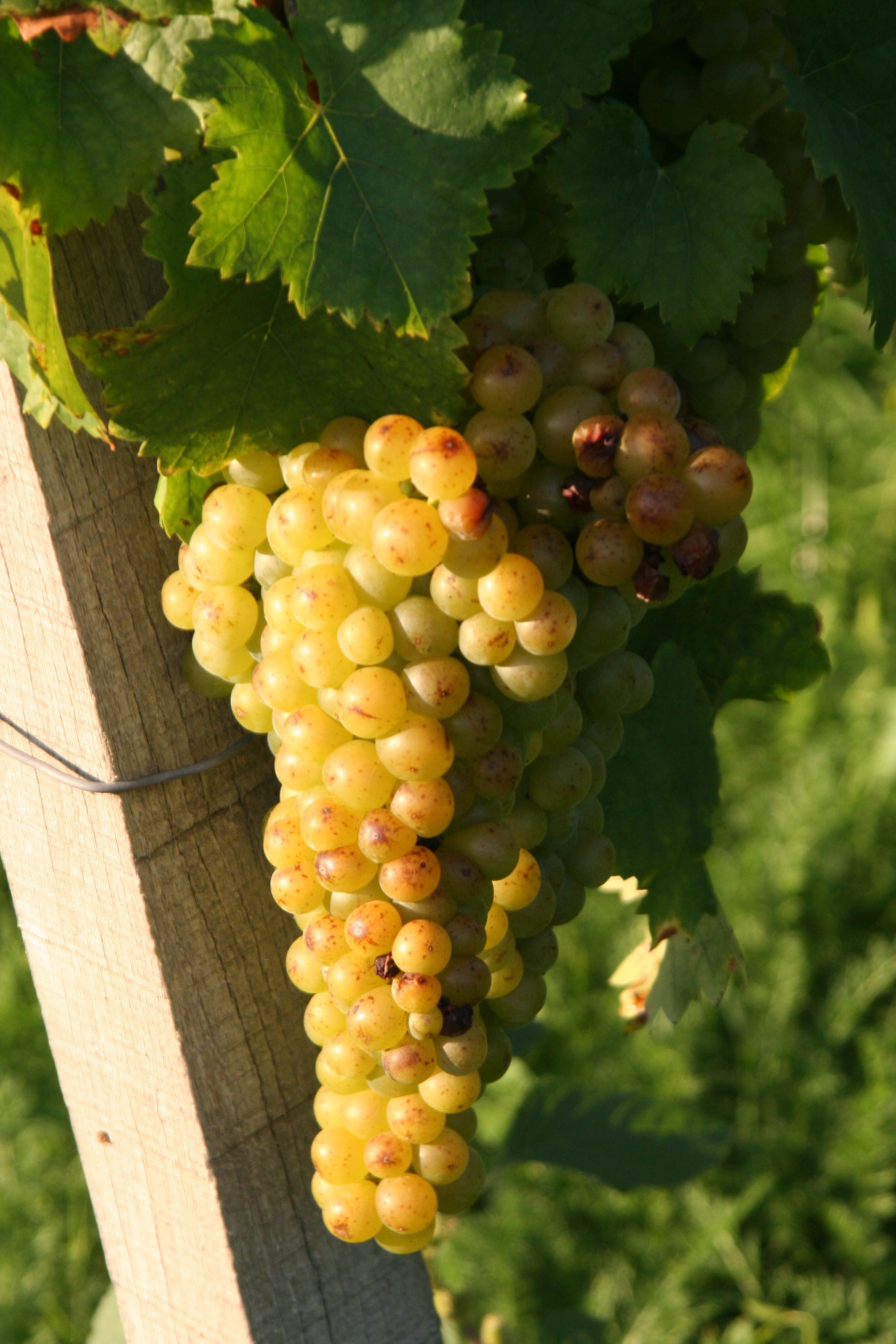
Traube des Gelben Muskatellers

Gelber Muskateller, französisch Muscat à petits grains blancs, ist eine sehr alte und hochwertige, weltweit verbreitete Weißwein-Rebsorte mit intensivem, komplexem Muskatbouquet.

## Verbreitung
2010 betrug die weltweite Anbaufläche der Sorte 31.183 ha.
In wärmeren oder heißen Regionen wie Italien, Frankreich (7.671 ha, Stand 2010), Spanien, Portugal (zum Beispiel der Moscatel de Setúbal), Ungarn, Bulgarien, Rumänien, Algerien, Argentinien und Chile bringt er hervorragende edelsüße Muskatweine oder würzige Dessertweine hervor. Sie ist eine der Trauben, die für die Herstellung des berühmten Tokajer-Weins verwendet wird. In Südafrika ist sie ein wichtiger Bestandteil des Constantia.
In Österreich betrug die Anbaufläche 2019 864 ha, das sind 1,9 % der Gesamtweinbaufläche des Landes. Gegen Ende des vorigen Jahrhunderts und bis heute wird die Sorte vermehrt ausgepflanzt. Sie hat zunehmende Bedeutung am österreichischen Weinmarkt. Im Zeitraum von 1999 bis 2009 ist die Fläche von 143 auf 527 ha, das sind 268 %, angestiegen.
In Deutschland ist sie nicht so verbreitet, da sie winterfrostempfindlich ist mit Hang zum Verrieseln, mittelspät reifend und botrytisanfällig ist (bestockte Rebfläche ca. 190 ha, Stand 2010). In schlechten Jahren können die Säure hart und das Bukett dominant ausfallen. In solchen Fällen eignet sich der Wein hervorragend zum Verschnitt mit Riesling, Silvaner oder Weißburgunder. Ähnliches gilt für die Schweiz, wo 49,4 ha Rebfläche erhoben wurde (Stand 2010). Im Schweizer Kanton Wallis wird der Muscat als traditionelle weiße Rebsorte betrachtet.
Siehe auch: Moscatel, Muskateller

## Ampelographische Sortenmerkmale
- Die Triebspitze ist offen. Sie ist leicht wollig behaart mit leicht rötlich-bronzefarbenem Anflug. Die bronzefarbenen Jungblätter sind schwach behaart und glänzend.
- Die mittelgroßen, dicken Blätter sind rundlich (meist länger als breit), fünflappig und deutlich gebuchtet. Die Stielbucht ist V-förmig offen. Das Blatt ist spitz gesägt. Die Zähne sind im Vergleich der Rebsorten mittelgroß. Die Blattoberfläche (auch Spreite genannt) ist leicht blasig.
- Die walzenförmige Traube ist kaum geschultert, groß, lang und mittel dichtbeerig. Die rundlichen bis leicht länglichen Beeren sind mittelgroß und von grüngelber Farbe. Die Schale der Beere ist dick. Das Aroma der saftigen Beere ist fein und verfügt über ein aromatisches Bukett mit ausgeprägtem Muskatgeschmack.

Reife: spät – bei ungenügender Reife enthalten die Weine wenige Extrakt, sind dünn und säurebetont.

## Ansprüche, Eigenschaften
Die Sorte stellt geringe Bodenansprüche, bevorzugt geeignet sind leichte bis mittelschwere Böden mit geringem Kalkgehalt. Benötigt aber warme, luftige Lagen. Die Erträge sind mittelhoch, sind aber wegen der Blüteempfindlichkeit unsicher. Ist gegen Oidium und Botrytis sehr anfällig. Besonders bei feuchter Herbstwitterung springen die Beeren leicht auf – Beerenfäule.

## Wein
Aus dem Gelben Muskateller können Weißweine mit würzigen Aromen und dem typischen intensiven Muskatton vinifiziert werden. Die Weine (auch Schaumweine) können sowohl trocken als auch süß ausgebaut werden. Bei hoher Reife der Beeren, bei der diese einen hohen Zuckergehalt aufweisen, eignet sich die Sorte auch ausgezeichnet für die Erzeugung von Süßweinen. In ungünstigen Jahren eignet sich der Gelbe Muskateller weniger zum sortenreinen Ausbau, da die Weine dünn und extraktarm werden. Solche Weine können aber als Verschnittpartner andere Sorten wie zum Beispiel Pinot Blanc und Riesling sehr gut unterstützen.

## Synonyme
Anzahl 323: Ag Muskat, Alpianae de los Romanos, Anatholican Moschaton, Apiana, Bala dinka, Barzsing, Barzsing Bjala Tamjanka, Beala Tameanka, Bela dinka, Beli Muscat, Beli Muskat, Belii Muscatnii, Beyaz Misket, Biblina, Bily Muscatel, Bily Muskatel, Bjala Tamjanka, Blanche Douse, Bornova Misketi, Brown Muscat, Busuioaca, Busuioaca de Moldava, Busuioaca de Moldova, Busuioaca di Moldavia, Busuiok, Chungi, Csikos Muskotaly, Csikos Zoeld Szagos, Cungy, dinka Bela, Early Silver Frontignan, Feher Muskotaly, Franczier Veros Muscatel, Franczier Voros Miskatel, Frontignac, Frontignan, Gelber Muscateller, Gelber Muskateller, Gelber Weichranch, Gelber Weihrauch, Generosa, Gruener Musckateller, Gruener Musk, Gruener Muskateller, Hazai Muskotaly, Honi Muskotaly, Irmes, Izmir Misket, Joenica, Joszagu, Katzendreckler, Kedves Muskotaly, Khungi, Kilianstraube, Kungi, Kunqi, Kustidini, Ladanniy, Ladanny, Ladannyi, Ladany, Lidannyi, Lidannyj, Malvasia Bianca, Malvasia di Viggiano, Moscadello, Moscadello Giallo, Moscat Bianco, Moscata Bianca, Moscatel Almizclero, Moscatel Amizclero, Moscatel Blanco, Moscatel Blanco de Grano Menudo, Moscatel Branco, Moscatel Castellano, Moscatel Commun, Moscatel Comun, Moscatel de Bago Miudo Branco, Moscatel de Bago Muido, Moscatel de Canelli, Moscatel de Douro, Moscatel de Frontignan, Moscatel de Grano, Moscatel de Grano Menudo, Moscatel de Grano Menudo Blanco, Moscatel de Grano Pequeno, Moscatel de Jesus, Moscatel de La Tierra, Moscatel de Toro, Moscatel Del Pais, Moscatel Do Douro, Moscatel Dorado, Moscatel Encarnado, Moscatel Fino, Moscatel Galego, Moscatel Galego Branco, Moscatel Grano Menudo, Moscatel Menudo, Moscatel Menudo Bianco, Moscatel Menudo Blanco, Moscatel Menudo Branco, Moscatel Morisco, Moscatel Morisco Fino de Malaga, Moscatel Nunes, Moscatella Bianca, Moscatella Generosa, Moscatella Isidori, Moscatello, Moscatello Antico, Moscatello Bianco, Moscatello Bianco di Basilicata, Moscatello di Montalcino, Moscatello di Saracena, Moscatello di Taggia, Moscatellone, Moscato, Moscato Bianco, Moscato Bianco Comune, Moscato Bianco dell’Elba, Moscato Bianco Piemontese, Moscato Canelli, Moscato d’Arqua, Moscato d’Asti, Moscato dei Colli, Moscato dei Colli Euganei, Moscato di Candia, Moscato di Canelli, Moscato di Chambave, Moscato di Frontignan, Moscato di Momiano, Moscato di Montalcino, Moscato di Noto, Moscato di Orso Senori, Moscato di S. Maria, Moscato di Sardegna, Moscato di Siracusa, Moscato di Tempio, Moscato di Tempio Pausania, Moscato di Trani, Moscato Forlivese, Moscato Reale, Moscato Spinas, Moscato Tempio, Moscatofilo, Moschato, Moschato Aspro, Moschato Kerkyras, Moschato Lefko, Moschato Mazas, Moschato Proimo, Moschato Psilo, Moschato Riou, Moschato Samou, Moschato Spinas, Moschodi Proimo, Moschonidi, Moschostaphyllo Aspro, Moschoudi, Moschoudi Proimo, Moscodellone, Moscovitza, Moshato Spinas, Moskat Bianco, Moskat I Bardhe, Muscadel, Muscadel Morisco, Muscadella, Muscat, Muscat a Petit Graine, Muscat a Petits Grains, Muscat aux Petit Grains, Muscat Beli, Muscat Belyi, Muscat Blanc, Muscat Blanc a Petits Grains, Muscat Blanc Commun, Muscat Blanc de Frontignan, Muscat Blanc du Valais, Muscat Canelli, Muscat Commun, Muscat d’Alsace, Muscat d’Alsace Blanc, Muscat d’Astrakhan, Muscat de Alsace, Muscat de Chambave, Muscat de Die, Muscat de Frontignan, Muscat de los Franceses, Muscat de Lunce, Muscat de Lunel, Muscat de Narbonne, Muscat de Rivesaltes, Muscat de Samos, Muscat de Spina, Muscat di Frontignan, Muscat du Puy de Dome, Muscat du Valais, Muscat Frontignan, Muscat Frontiniansky, Muscat Frontinyanskii, Muscat Hatif du Puy de Dome, Muscat Lunel, Muscat Patras, Muscat Psilo, Muscat Quadrat, Muscat Samos, Muscat Spitak, Muscata Bianca, Muscatel Branco, Muscatel Do Douro, Muscateller, Muscateller Weiss, Muscatellus, Muscato Bianco, Muscattler, Musk Gruener, Musk Weisser, Muskacela, Muskadel White, Muskat, Muskat Beli, Muskat Belii, Muskat Belij, Muskat Belyi, Muskat Belyj, Muskat Bijeli, Muskat Frontinjan, Muskat Frontinyanskii, Muskat Frontnyanskii, Muskat Iyunel, Muskat Ljunel, Muskat Lyunel, Muskat Momjanski, Muskat Morujanski, Muskat Peti Gran, Muskat Rannii, Muskat Rumeni, Muskat Traube Weisse, Muskat Zlty, Muskat Zluty, Muskat Zuti, Muskataly, Muskatel, Muskateller, Muskateller Gelb, Muskateller Gelber, Muskateller Gruen, Muskateller Gruener, Muskateller Weisser, Muskateller Weissgelber, Muskatentraube Weisser, Muskota, Muskotaly, Muskuti, Mysket, Myskett, Ranfler, Rozsdas Muskotaly, Rumeni Muscikat, Rumeni Muskat, Saint Jacques Blanc, Sarga Muskataly, Sarga Muskotaly, Sari Muscateller, Schmeckende, Schmeckende Weyrer, Schmeeckender, Schmekender, Seidentraube, Szagos Weirer, Tamaioasa, Tamaioasa Alba di Dragasani, Tamaioasa Alba Romaneasca, Tamaioasa de Dragasani, Tamaioasa de Moldova, Tamaioasa di Moldavia, Tamaioasa Romaneasca, Tamaioza, Tamayaza, Tamianka, Tamiiata, Tamiioasa, Tamiioasa Alba de Bohotin, Tamiioasa Alba Romineasca, Tamiioasa de Bohotin, Tamiioasa de Dragasani, Tamiioasa de Moldova, Tamiioasa de Muntenia, Tamiioasa Romineasca, Tamiiosa Alba, Tamiiosa de Dragasani, Tamiiosa de Moldava, Tamjanika Bela, Tamjanika Bijela, Tamjanka, Tamnjanika Bela, Tamyanka, Temyanika, Uva de Cheiro, Uva Moscatello, Wanzenweinbeer, Weichranch Gelber, Weier, Weier Muskataly, Weihrauch, Weihrauch Gelb, Weihrauch Weiss, Weihrauchtraube, Weisse Muskattraube, Weisser Gruener, Weisser Muskateller, Weissgelber, Weissgelber Muskateller, Welhrauch, Weyrauch Weisser, Weyrer, White Fontignan, White Frontignac, White Frontignan, White Muscadel, Zoruna, Zuti Muskat, Zutimuscat.